# Premio Herzl
El Premio Herzl es un premio otorgado anualmente por el Departamento de Actividades Sionistas de la Organización Sionista Mundial a hombres y mujeres jóvenes destacados por sus esfuerzos excepcionales en nombre de la causa sionista. El premio se otorga desde el año 2004 y lleva el nombre de Theodor Herzl.

## Candidaturas
El premio se otorga a la persona menor de 44 años, edad en que falleció Teodoro Herzl, por sus méritos en el ámbito comunitario pero con un enfoque estrictamente sionista. Los candidatos deben destacar en uno o varios de los siguientes campos:
- 1 – Alentar la Aliya
- 2 – Fomentar el desarrollo de la Educación Sionista (formal y no formal)
- 3 – Fomentar el estudio del Hebreo
- 4 – Asumir la representación en Pro de Israel
- 5 – Promover el desarrollo de Israel como sociedad ejemplar
- 6 – Aportar al desarrollo del pensamiento Sionista
- 7 – Realizar actividades organizativas en pro del Movimiento Sionista
- 8 – Trayectoria de trabajo comunitario social

## Premiados
Todos los ganadores del Premio Herzl reciben un certificado distintivo y un trofeo de bronce fundido grabado, además de estar inscritos en un álbum especial en Jerusalén.
| Year | Recipients                      |
| ---- | ------------------------------- |
| 2004 | Susana Edith Gelber             |
| 2004 | Ron Weiser                      |
| 2004 | Francis Weitz                   |
| 2004 | Simon Boysen                    |
| 2004 | Attila Novak                    |
| 2004 | Raphael (Ralphy) Ezekiel Jhirad |
| 2004 | Marcos Metta Cohen              |
| 2004 | Meny Samra Cohen                |
| 2004 | Errol Anstey                    |
| 2004 | David Borowich                  |
| 2004 | Elana Yael Heideman             |
| 2004 | Brian Sacks                     |
| 2004 | Moises Salinas                  |
| 2005 | Damian Szvalb                   |
| 2005 | Gabriel Martell                 |
| 2005 | Dalia Melchior                  |
| 2005 | Enrique Olsoff                  |
| 2005 | Evgeny Maryanchik               |
| 2005 | Avrom Krengel                   |
| 2005 | David Collins                   |
| 2005 | Steven Elstein                  |
| 2005 | Jonathan Hantman                |
| 2005 | Gerardo Stuczynski              |
| 2005 | Elías Farache                   |
| 2006 | Andrea Uzan                     |
| 2006 | Stanislav Skibinski             |
| 2006 | Nathan Feldman                  |
| 2006 | Moises Mitrani                  |
| 2006 | Phil Koningham                  |
| 2006 | Ted Ekeroth                     |
| 2006 | Stephen Rosenthal               |
| 2007 | Andrés Abramovicz               |
| 2007 | Marisol Garriga                 |
| 2007 | Jacobo Adato                    |
| 2007 | Tamar Lazarus                   |
| 2007 | Dmitri Vasserman                |
| 2007 | Daniel Berke                    |
| 2007 | Shanee Fischer                  |
| 2007 | Alberto Moryusef                |
| 2008 | Fabio Kornblaum                 |
| 2008 | Daniel Lew                      |
| 2008 | Charlotte Thalmay               |
| 2008 | Mauricio Faradji                |
| 2008 | Laura Taragan                   |
| 2009 | Laurence (Doron) Perez          |
| 2009 | Torbjorn Karfunkel              |
| 2009 | Deborah Isaac                   |
| 2010 | Arieh Grossman                  |
| 2010 | Jonathan Sacerdoti              |
| 2015 | Benjamin Laniado                |
| 2016 | Rowan Polovin                   |
| 2016 | Enrique Chmelnik                |
| 2019 | Rebeca Mischne                  |